# 寶珊道山泥傾瀉事件

山泥傾瀉所造成的破壞。

寶珊道山泥傾瀉事件是指於1972年6月18日晚上8時55分在香港香港島半山區寶珊道發生的山泥傾瀉，一幅受強烈風化的火成岩山坡，在連綿大雨下滑動，導致寶珊道路面以及一座兩層高的洋房被沖毀，並順勢把干德道一座六層高的樓宇沖塌，洪水及山泥混和樓宇瓦礫與路面混凝土，形成泥石流，衝向位於旭龢道38-40號，樓高12層的旭龢大廈（英文：Kotewall Court，建於1965年，事發時樓齡僅7年）。大廈即時應聲折斷倒塌，並波及在山坡下尚未入伙的景翠園E座（今H座），該廈最高四層被撞毀。此一系列大廈倒塌意外成為香港戰後近28年來傷亡最慘重的同類事故，旭龢大廈亦成為香港至今層數最高的全幢倒塌之樓宇。
在旭龢大廈內，大部分住客未能及時逃生，被埋在瓦礫之下。駐港英軍奉召到場救災，更派出九龍和新界的車隊駛經尚未啟用的紅磡海底隧道，其後交由消防員接手處理。經過日以繼夜的挖掘，搜救人員成功拯救不少生還者，其中包括前大法官列顯倫，消防員依循他的收音機所播放的歌聲而將他救出。旭龢道意外共證實67死19傷。
是次意外過後，旭龢大廈舊址改建為旭龢道休憩花園（旭龢道38-40號），景翠園E座（今H座）則於修補被削去的部分之後入伙。
1972年11月28日，政府發表1972年雨災調查委員會最後報告書，指出導致這宗山泥傾瀉，是因為山坡下方有個施工地盤且缺乏嚴格監管，以及半山區山體内本身的水位很高，當遇上下雨天時，水位更會上升，導致山體不穩定。
土力工程處在1982年發表香港半山地區整體邊坡穩定性研究報告，指出寶珊地段受高地下水位及不良地質條件的影響，斜坡穩定性較低，政府於1984至85年間，在寶珊地段安裝了73條合共長達90米的排水斜管作排水之用。2000年代初，監測數據顯示一些橫向排水管出現排水量下降的趨勢，而在暴雨期間局部位置的地下水位亦上升至較高的水平，於是土力工程處設計了一個創新而可持續的地下水位調控系統，以控制寶珊地段的地下水位，名為「寶珊排水隧道」。該系統於2009年啟用，包括兩條排水隧道（直徑為3.5米，總長度為500米）和172條排水斜管，並配有自動實時地下水監測系統。2021年，隧道內設立了「山泥傾瀉科技展學館」，開放給公眾人士、學校或團體預約以進行導賞參觀，向公眾傳達斜坡安全的重要性。